# Vandijkophrynus
Vandijkophrynus és un gènere dels bufònids que es troba a Sud-àfrica.

## Taxonomia
Conté 5 espècies:
- Vandijkophrynus amatolicus (Hewitt, 1925)
- Vandijkophrynus angusticeps (Smith, 1848)
- Vandijkophrynus gariepensis (Smith, 1848)
- Vandijkophrynus inyangae (Poynton, 1963)
- Vandijkophrynus robinsoni (Branch & Braacke, 1996)